# Перервана дія
Перервана дія (англ. Act Break) — перший сегмент 8-го епізоду 1-го сезону телевізійного серіалу «Зона сутінків».

## Сюжет
Маурі Вінклер — головний герой епізоду, драматург-невдаха, п'єси якого виключають з репертуару вже після першого їхнього показу. Однак при цьому він вважає себе ледь не найкращим драматургом. Одного разу продавець рибного відділу та за сумісництвом орендодавець Вінклера під час зустрічі прозоро натякає Маурі, який знаходиться в тотальній економічній скруті, оскільки постановки його п'єс раз за разом виявляються провальними, що той вже винен йому значну суму грошей, але останній уникає розмови з ним, посилаючись на неабияку зайнятість. Після цього Маурі Вінклер, обірвавши небажану для нього розмову зі своїм орендодавцем, заходить до кабінету, де він працює над написанням власних творів, та разом зі своїм колегою й співавтором на ім'я Гаррі починає писати чергову п'єсу. Однак в процесі роботи над матеріалом Гаррі помирає, внаслідок чого майже повністю сформульована ним сюжетна лінія так і залишається незавершеною.
У стані розпачу Маурі бере чарівний амулет, який належав до цього Гаррі, та загадує бажання працювати з найкращим драматургом світу. Після цього він переноситься у XVI століття та з подивом помічає, що знаходиться в помешканні Вільяма Шекспіра. Останній спочатку сприймає Маурі як звичайного селянина, однак через деякий час зі значним подивом помічає, що той вміє читати. Ще більше Шекспір дивується, коли Маурі під час їхньої творчої дискусії згадує про п'єсу «Гамлет» (очевидно, дія відбувається в часи, коли ця п'єса ще не була написана), та просить його розповісти про неї. Однак Маурі відмовляється, після чого Шекспір віднімає в нього амулет та загадує бажання, щоб вони разом написали цей твір, наголосивши, що поверне магічну річ тільки по закінченню роботи. Маурі Вінклер, який до цього не знав напам'ять жодного рядка з «Гамлета», тепер знає всю п'єсу повністю. Наприкінці епізоду Шекспір саджає Маурі до свого робочого стола та примушує його починати писати твір.

## Оповіді

### Початкова оповідь
«Маурі Вінклер з великими зусиллями пише п'єси та нерегулярно розраховується за векселями. Маурі знає, що весь світ — це сцена, на якій люди є лише акторами. Проте Маурі не знає, що знаходиться на авансцені поза, поза, позабродвейської продукції у зоні сутінків».

## Цікаві факти
- Епізод триває майже п'ятнадцять хвилин.
- Епізод не має кінцевої оповіді.
- Епізод є подібним до епізоду «Бард» (англ. The Bard) четвертого сезону оригінальної «Зони сутінків», у якому також зображений Шекспір. У даному ж епізоді драматург не переноситься до сьогодення.

## Ролі виконують
- Джеймс Коко — Маурі Вінклер
- Боб Дішай — Гаррі / Вільям Шекспір
- Ейвері Шрайбер — орендодавець

## Реліз
Прем'єрний показ епізоду відбувся у Великій Британії 15 листопада 1985.